# Cherves-Châtelars
Pour les articles homonymes, voir Cherves (homonymie).
Cherves-Châtelars  est une commune française, située dans le département de la Charente (région Nouvelle-Aquitaine).

## Géographie

### Localisation et accès

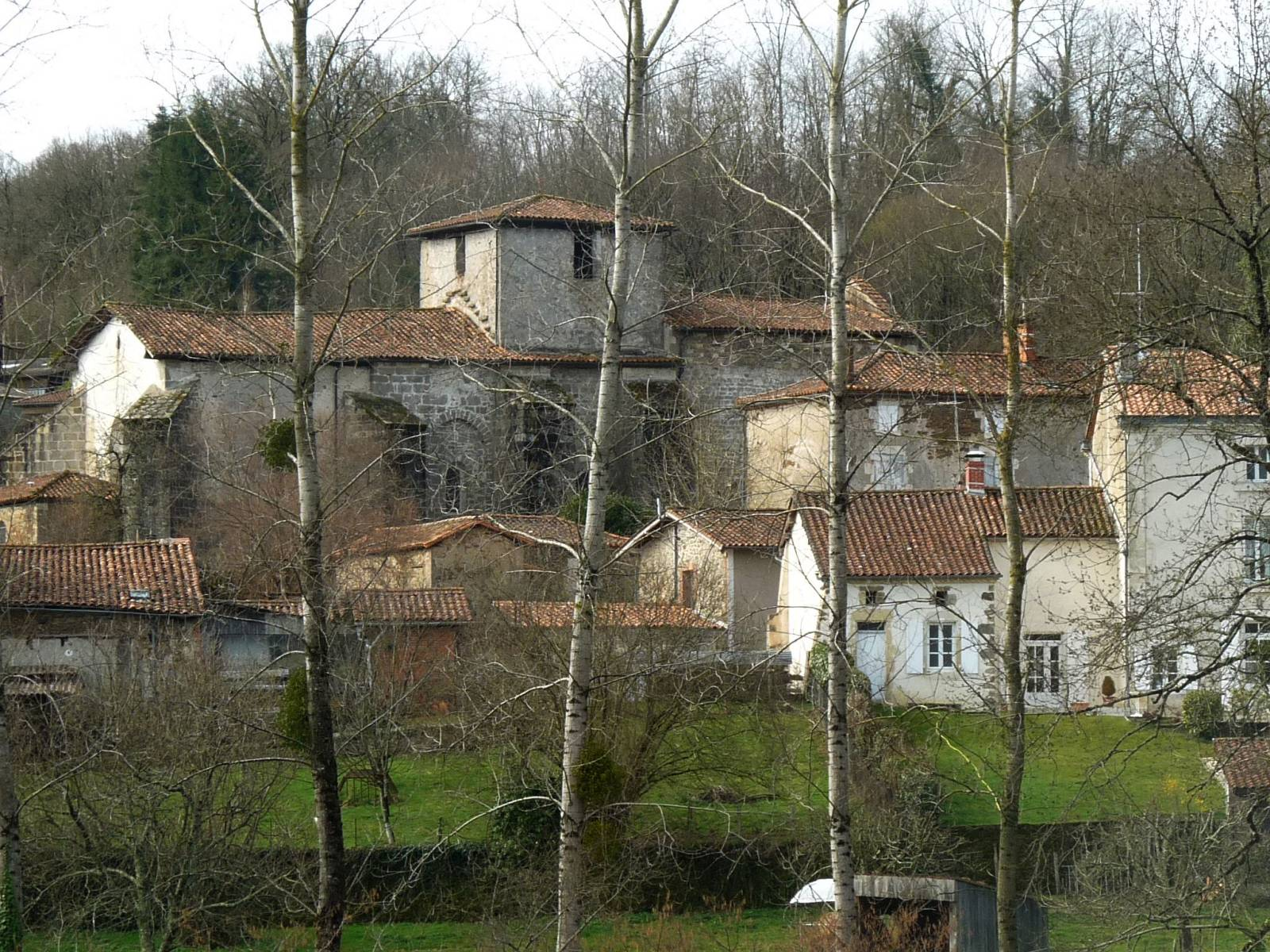
Vue de Cherves-Châtelars

Cherves-Châtelars est une commune de la Charente limousine situé à 8 km à l'est de Chasseneuil-sur-Bonnieure et 4 km au nord de Montembœuf.
Elle est aussi à 17 km au nord-est de La Rochefoucauld, 39 km d'Angoulême, 28 km de Confolens.
Cherves-Châtelars est une commune assez importante en surface, plus de 30 km2, et elle fait partie du canton de Montembœuf.

### Communes limitrophes
Les communes limitrophes sont  Le Lindois, Lésignac-Durand, Montembœuf, Mouzon, Suaux, Terres-de-Haute-Charente et Vitrac-Saint-Vincent.
| Suaux                | Terres-de-Haute-Charente |                 |
| Vitrac-Saint-Vincent | Cherves-Châtelars        | Lésignac-Durand |
| Montembœuf           | Le Lindois               | Mouzon          |

### Géologie et relief
Géologiquement, la commune a sa moitié orientale dans le Massif central et sa moitié occidentale dans le Bassin aquitain. En effet, au sud-est d'une ligne chez Verret, le bourg de Cherves et Montauvet, le terrain est occupé par du gneiss, roche métamorphique, et la moitié ouest par un plateau calcaire datant du jurassique inférieur, roche sédimentaire, recouvert par un dépôt tertiaire d'argile rouge à silex d'origine détritique. La roche apparaît surtout dans les flancs des vallées, comme le calcaire près du Gazon ou à la grotte des Fées près de la Bonnieure, et la roche métamorphique dans le bourg,,. L'argile a été exploitée pour faire des tuiles à Étamenat ou à la Tuilière.
Cette différence de roche se note dans la nature du paysage, légèrement plus vallonné à l'est, et tabulaire à l'ouest.
La commune est coupée par de petites vallées assez profondes, formées par des ruisseaux descendant du sud-est, du massif de l'Arbre, premier mont du Massif central, et se dirigeant vers la Bonnieure au nord. Le bourg de Cherves se situe sur le flanc ouest d'une de ces vallées.
L'amplitude des altitudes de la commune est donc assez importante : 125 m pour le point le plus bas situé au nord-ouest près de la Bonnieure, et 313 m au sud-est près de la crête du massif en limite avec Mouzon. Le bourg est à environ 200 m d'altitude et le plateau à l'ouest de la commune à une altitude de 230 m. Ce plateau est légèrement incliné vers l'ouest.

### Hydrographie

#### Réseau hydrographique

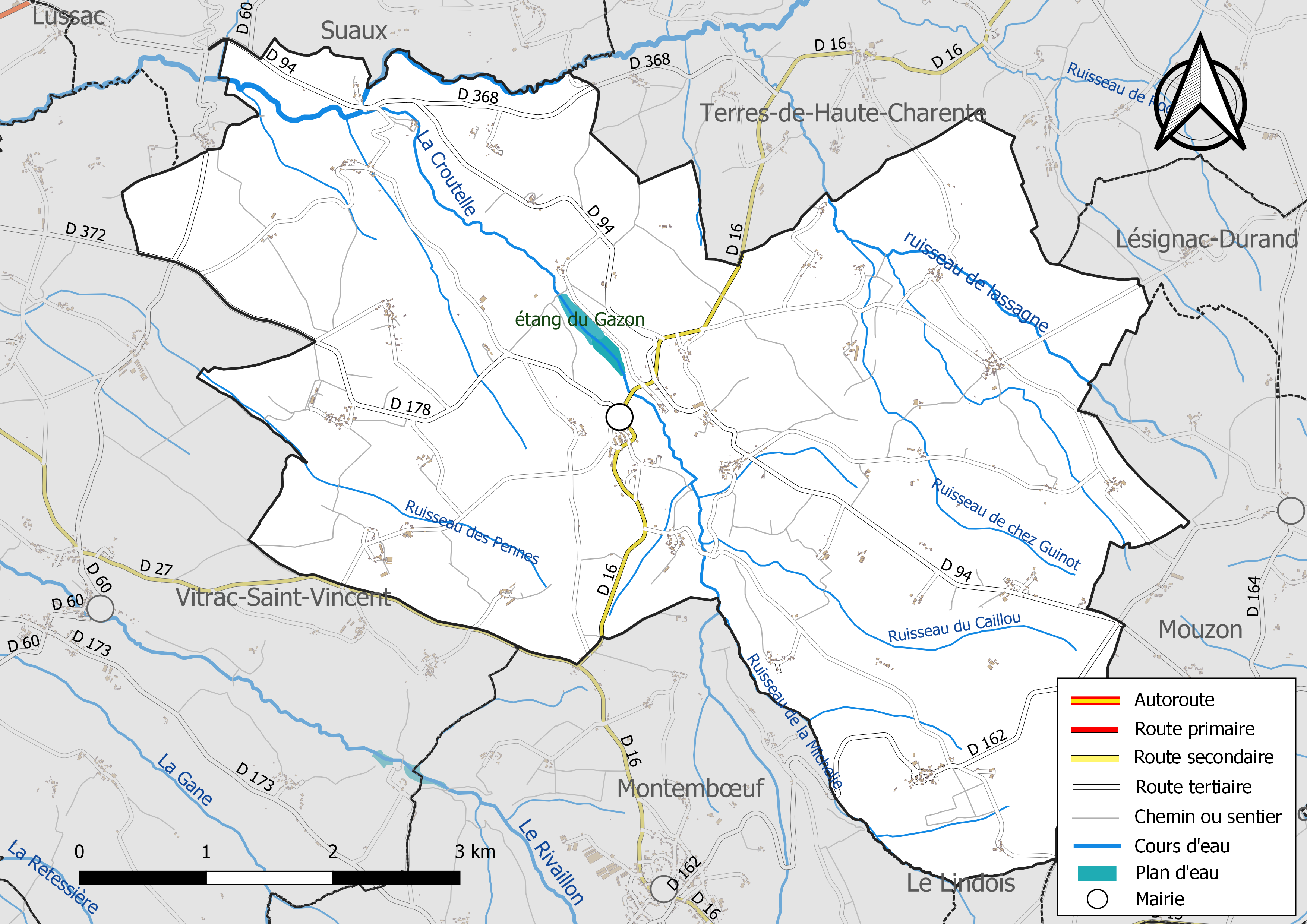
Réseaux hydrographique et routier de Cherves-Châtelars.

La commune est située dans le bassin versant de la Charente au sein  du Bassin Adour-Garonne. Elle est drainée par la Bonnieure, la Croutelle, le ruisseau de lassagne, le ruisseau de chez Guinot, le ruisseau de la Michelie, le ruisseau des Pennes, le ruisseau du Caillou et par divers petits cours d'eau, qui constituent un réseau hydrographique de 37 km de longueur totale,.
La commune est limitée au nord par la Bonnieure, affluent de la Charente, qui coule vers l'ouest et qui prend sa source à quelques kilomètres près de Roumazières. D'une longueur totale de 46,8 km, ce cours d'eau prend sa source dans la commune de Terres-de-Haute-Charente et se jette  dans la Charente à Mouton, après avoir traversé 15 communes.
La commune est traversée par des affluents de cette rivière, comme la Croutelle qui passe au pied de Cherves, ruisseau qui prend sa source au sud-est dans la commune voisine de Montembœuf. Le Caillou se jette dans la Croutelle sur sa rive droite, ainsi que le ruisseau de la Michelie plus au sud qui fait la limite de commune avec Montembœuf.
Au nord-est de la commune on trouve les ruisseaux de Montauvet et de chez Guinot qui se rejoignent pour donner le ruisseau de Lassagne qui se jette dans la Bonnieure dans la commune de Mazières.
À l'ouest sur le plateau d'Étamenat on ne trouve que quelques ruisseaux temporaires. Une perte est à signaler à l'est des Jaulières.
La nature argileuse du terrain permet aussi quelques retenues d'eau, la plus importante étant celle du Gazon entre Cherves et le Châtelars sur la Croutelle.

#### Gestion des eaux
Le territoire communal est couvert par le schéma d'aménagement et de gestion des eaux (SAGE) « Charente ». Ce document de planification, dont le territoire correspond au bassin de la Charente, d'une superficie de 9 300 km2, a été approuvé le 19 novembre 2019. La structure porteuse de l'élaboration et de la mise en œuvre est l'établissement public territorial de bassin Charente. Il définit sur son territoire les objectifs généraux d’utilisation, de mise en valeur et de protection quantitative et qualitative des ressources en eau superficielle et souterraine, en respect des objectifs de qualité définis dans le troisième SDAGE  du Bassin Adour-Garonne qui couvre la période 2022-2027, approuvé le 10 mars 2022.

### Climat
Le climat est océanique aquitain dégradé, typique de la Charente limousine, partie occidentale du Massif central ; les températures y sont plus basses et les précipitations plus nombreuses que dans les trois quarts sud-ouest de la Charente.

### Paysages
La commune est boisée environ à 40 %, surtout près du Châtelars.

## Urbanisme

### Typologie
Au 1er janvier 2024, Cherves-Châtelars est catégorisée commune rurale à habitat très dispersé, selon la nouvelle grille communale de densité à 7 niveaux définie par l'Insee en 2022.
Elle est située hors unité urbaine et hors attraction des villes,.

### Occupation des sols
L'occupation des sols de la commune, telle qu'elle ressort de la base de données européenne d’occupation biophysique des sols Corine Land Cover (CLC), est marquée par l'importance des territoires agricoles (72 % en 2018), en diminution par rapport à 1990 (74,6 %). La répartition détaillée en 2018 est la suivante : 
zones agricoles hétérogènes (35,4 %), prairies (35 %), forêts (23,9 %), zones urbanisées (1,9 %), terres arables (1,6 %), mines, décharges et chantiers (1,4 %), milieux à végétation arbustive et/ou herbacée (0,9 %). L'évolution de l’occupation des sols de la commune et de ses infrastructures peut être observée sur les différentes représentations cartographiques du territoire : la carte de Cassini (XVIIIe siècle), la carte d'état-major (1820-1866) et les cartes ou photos aériennes de l'IGN pour la période actuelle (1950 à aujourd'hui).

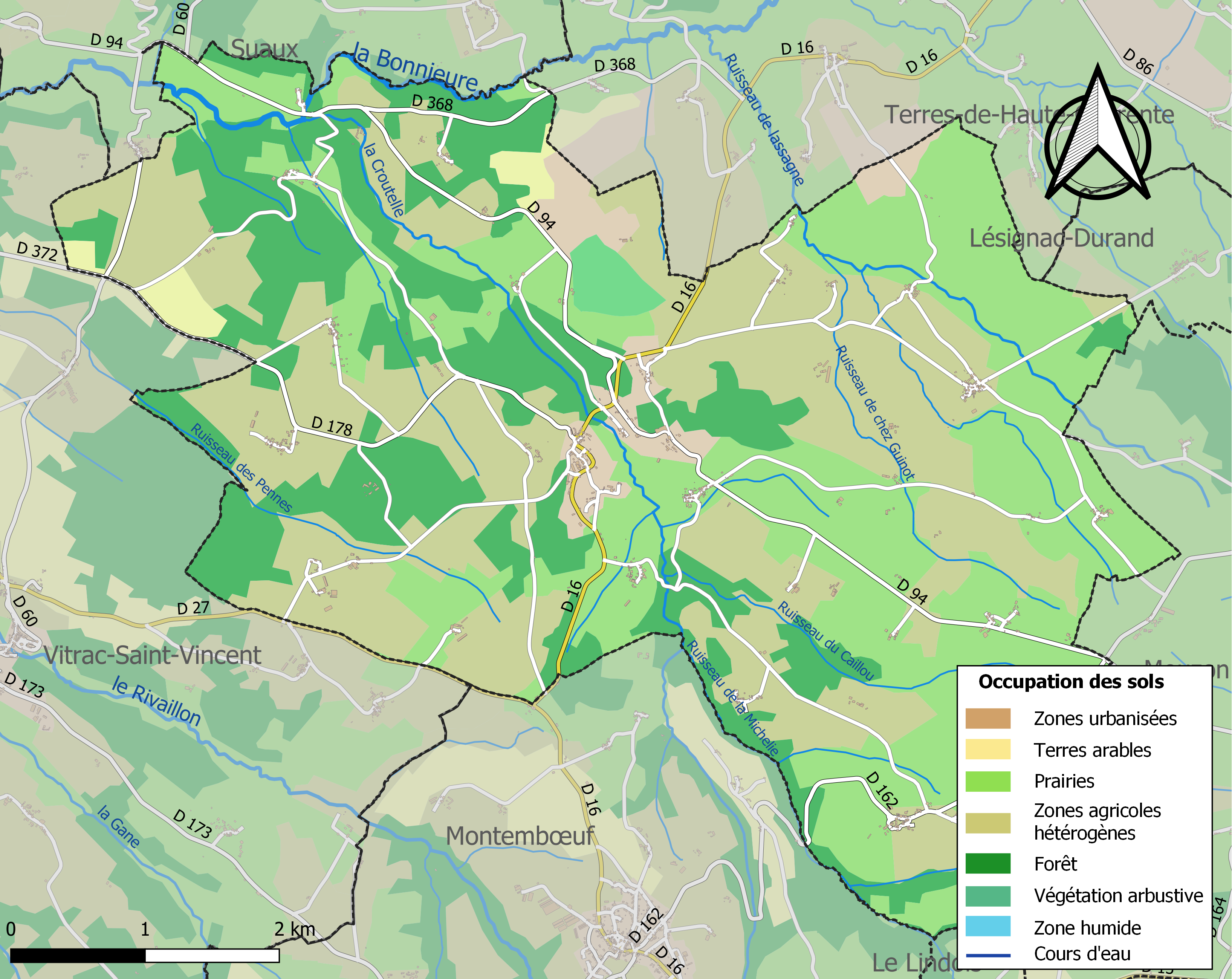
Carte des infrastructures et de l'occupation des sols de la commune en 2018 (CLC).

### Lieux-dits, hameaux et écarts
La commune comporte de nombreux hameaux.
- Le Châtelars est situé à 2 km au nord-ouest de Cherves. C'était une ancienne paroisse, avec prieuré et château.
- Étamenat, situé au sud-ouest, avait une tuilerie.
- Chez Limousin est situé près du bourg au sud-est.
- les Mazouillères est au sud-est non loin de Montembœuf
- Chevalerie est à l'est en direction de Mouzon, de même que le Breuil
- etc.

### Habitat et logement
En 2018, le nombre total de logements dans la commune était de 291, alors qu'il était de 289 en 2013 et de 288 en 2008.
Parmi ces logements, 68 % étaient des résidences principales, 16,2 % des résidences secondaires et 15,8 % des logements vacants. Ces logements étaient pour 100 % d'entre eux des maisons individuelles et pour 0 % des appartements.
Le tableau ci-dessous présente la typologie des logements à Cherves-Châtelars en 2018 en comparaison avec celle de la Charente et de la France entière. Une caractéristique marquante du parc de logements est ainsi une proportion de résidences secondaires et logements occasionnels (16,2 %) supérieure à celle du département (6,4 %) et à celle de la France entière (9,7 %). Concernant le statut d'occupation de ces logements, 86,4 % des habitants de la commune sont propriétaires de leur logement (83,9 % en 2013), contre 66,8 % pour la Charente et 57,5 % pour la France entière.
| Typologie                                               | Cherves-Châtelars | Charente | France entière |
| ------------------------------------------------------- | ----------------- | -------- | -------------- |
| Résidences principales (en %)                           | 68                | 83       | 82,1           |
| Résidences secondaires et logements occasionnels (en %) | 16,2              | 6,4      | 9,7            |
| Logements vacants (en %)                                | 15,8              | 10,6     | 8,2            |

### Voies de communication et transports
À l'écart des grands axes routiers, elle est principalement desservie par la RD 16, route de Montmoreau à Confolens par Montbron et La Péruse qui passe au bourg. La RD 27, route de Montembœuf à Chasseneuil passe en limite sud de la commune.
Des départementales moins importantes traversent la commune et passent au bourg : la RD 94 qui va de Massignac à Suaux et la RD 178 qui va de Cherves à Chasseneuil.
Des routes communales relient aussi Cherves aux villages alentour.

### Risques naturels et technologiques
Le territoire de la commune de Cherves-Châtelars est vulnérable à différents aléas naturels : météorologiques (tempête, orage, neige, grand froid, canicule ou sécheresse) et séisme (sismicité faible). Il est également exposé à un risque technologique,  le transport de matières dangereuses, et à un risque particulier : le risque de radon. Un site publié par le BRGM permet d'évaluer simplement et rapidement les risques d'un bien localisé soit par son adresse soit par le numéro de sa parcelle.

#### Risques naturels

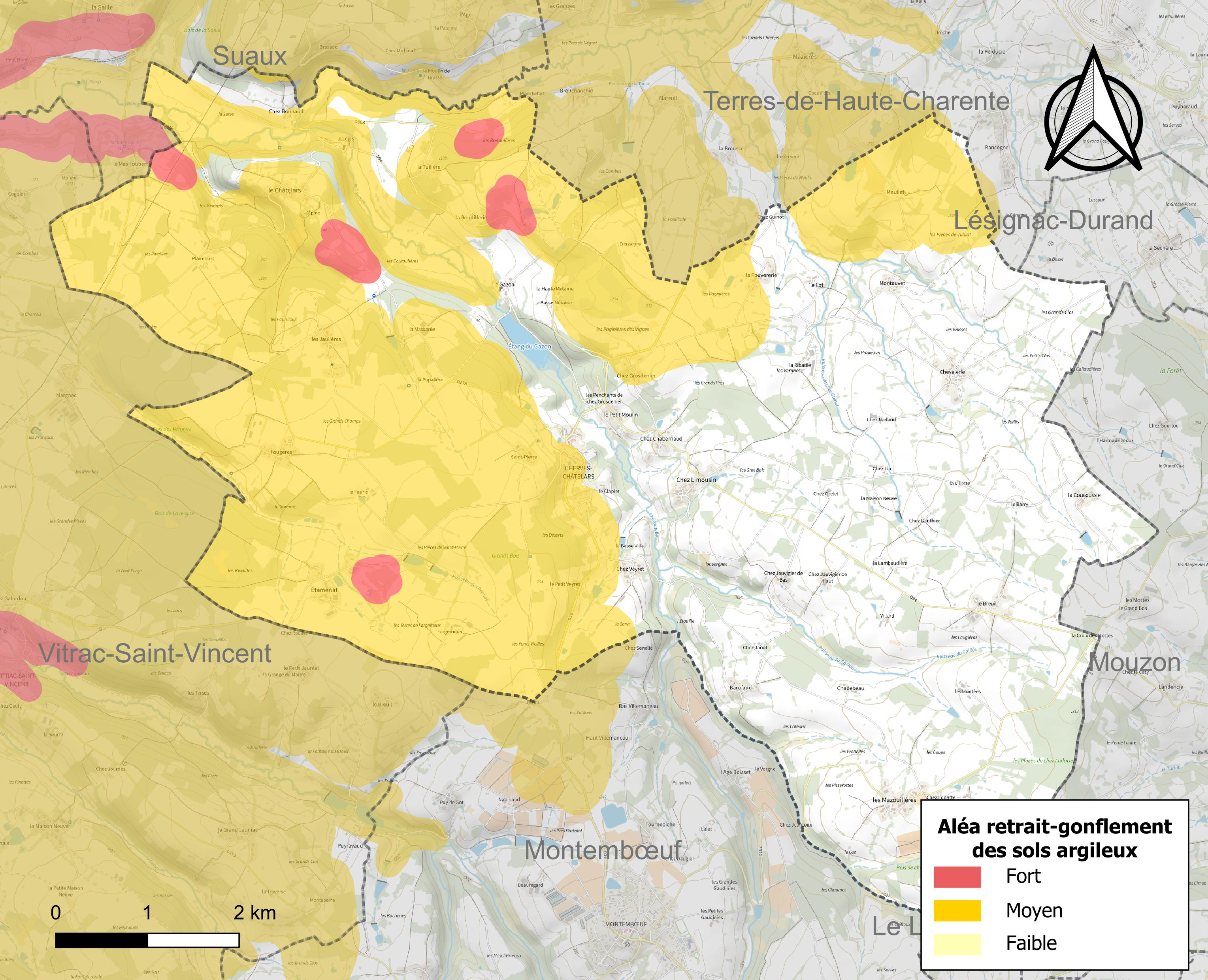
Carte des zones d'aléa retrait-gonflement des sols argileux de Cherves-Châtelars.

Le retrait-gonflement des sols argileux est susceptible d'engendrer des dommages importants aux bâtiments en cas d’alternance de périodes de sécheresse et de pluie. 49 % de la superficie communale est en aléa moyen ou fort (67,4 % au niveau départemental et 48,5 % au niveau national). Sur les 298 bâtiments dénombrés sur la commune en 2019,  107 sont en aléa moyen ou fort, soit 36 %, à comparer aux 81 % au niveau départemental et 54 % au niveau national. Une cartographie de l'exposition du territoire national au retrait gonflement des sols argileux est disponible sur le site du BRGM,.
Par ailleurs, afin de mieux appréhender le risque d’affaissement de terrain, l'inventaire national des cavités souterraines permet de localiser celles situées sur la commune.
La commune a été reconnue en état de catastrophe naturelle au titre des dommages causés par les inondations et coulées de boue survenues en 1982, 1983, 1999 et 2009. Concernant les mouvements de terrains, la commune a été reconnue en état de catastrophe naturelle au titre des dommages causés par des mouvements de terrain en 1999.

#### Risques technologiques
Le risque de transport de matières dangereuses sur la commune est lié à sa traversée par une ou des infrastructures routières ou ferroviaires importantes ou la présence d'une canalisation de transport d'hydrocarbures. Un accident se produisant sur de telles infrastructures est susceptible d’avoir des effets graves sur les biens, les personnes ou l'environnement, selon la nature du matériau transporté. Des dispositions d’urbanisme peuvent être préconisées en conséquence.

#### Risque particulier
Dans plusieurs parties du territoire national, le radon, accumulé dans certains logements ou autres locaux, peut constituer une source significative d’exposition de la population aux rayonnements ionisants. Certaines communes du département sont concernées par le risque radon à un niveau plus ou moins élevé. Selon la classification de 2018, la commune de Cherves-Châtelars est classée en zone 3, à savoir zone à potentiel radon significatif.

## Toponymie
Les formes anciennes du nom de Cherves sont Cherviis, Cervis (non daté), et de celui du Châtelars sont Castellari, Castellaro, Chastellari vers 1300.
L'origine du nom de Cherves remonterait indirectement du latin cannabis signifiant chanvre, ou d'un nom de personne gallo-roman Carvius,.
Castellar signifie « le grand château », « la forteresse » en ancien roman ou occitan.

### Langues
La commune est dans la partie occitane de la Charente qui en occupe le tiers oriental, et de dialecte limousin. 
Elle s’écrit Cherves-Chastelar en occitan.

## Histoire

### Antiquité
La voie romaine d'Agrippa, de Saintes à Lyon par Saint-Cybardeaux et Limoges, traversait la commune du sud-ouest au nord-est entre Cherves et le Châtelars par les Jaulières.

### Moyen Âge
L'église de l'ancienne paroisse du Châtelars était autrefois le siège d'un prieuré, rattaché à l'ordre de Cluny.
Sous l'Ancien Régime, les paroisses de Cherves et de Châtelars faisait partie avec celles de Mazerolles, Rouzède et Suaux de la baronnie de Manteresse, qui a appartenu à Étienne Chérade, comte de Montbron et de Marthon.

### Temps modernes
La famille de Mascureau est seigneur des terres du Petit Moulin aux XVIIe et XVIIIe siècles.

### Époque contemporaine
En 1845, la commune de Cherves a absorbé la commune de Châtelars aussi appelée Châtelars-la-Rivière et devient Cherves-du-Châtelard, avant de s'appeler Cherves-Châtelars.
Au début du XXe siècle, l'industrie était représentée par une petite minoterie, au Petit Moulin. Depuis la seconde moitié du XXe siècle, une scierie importante occupe le haut du bourg.
Pendant la première moitié du XXe siècle, la commune était desservie par la petite ligne de chemin de fer secondaire à voie métrique des Chemins de fer économiques des Charentes, le Petit Mairat, allant d'Angoulême à Roumazières, et qui passait par Montbron et Montembœuf.

## Politique et administration

### Rattachements administratifs et électoraux

#### Rattachements administratifs
La commune se trouve dans l'arrondissement de Confolens du département de la Charente.  
Elle faisait partie depuis 1793 du canton de Montembœuf. Dans le cadre du redécoupage cantonal de 2014 en France, cette circonscription administrative territoriale a disparu, et le canton n'est plus qu'une circonscription électorale.

#### Rattachements électoraux
Pour les élections départementales, la commune fait partie depuis 2014 du canton  de Charente-Bonnieure
Pour l'élection des députés, elle fait partie de la troisième circonscription de la Charente.

### Intercommunalité
Cherves-Châtelars était membre de la communauté de communes de Haute-Charente, un établissement public de coopération intercommunale (EPCI) à fiscalité propre créé fin 1996 et auquel la commune avait transféré un certain nombre de ses compétences, dans les conditions déterminées par le code général des collectivités territoriales.
Dans le cadre des dispositions de la loi portant nouvelle organisation territoriale de la République du 7 août 2015, qui prévoit que les établissements publics de coopération intercommunale (EPCI) à fiscalité propre doivent avoir un minimum de 15 000 habitants, cette intercommunalité a fusionné avec sa voisine pour former, le 1er janvier 2017, la communauté de communes de Charente Limousine, dont est désormais membre la commune.

### Liste des maires
| Période                                  | Période                        | Identité      | Étiquette | Qualité                      |
| ---------------------------------------- | ------------------------------ | ------------- | --------- | ---------------------------- |
| Les données manquantes sont à compléter. |                                |               |           |                              |
| mars 2001                                | août 2022                      | Gérard Morand | SE        | Agriculteur Mort en fonction |
| septembre 2022                           | En cours (au 16 décembre 2022) | Michel Bouyat |           | Agriculteur                  |

### Jumelages

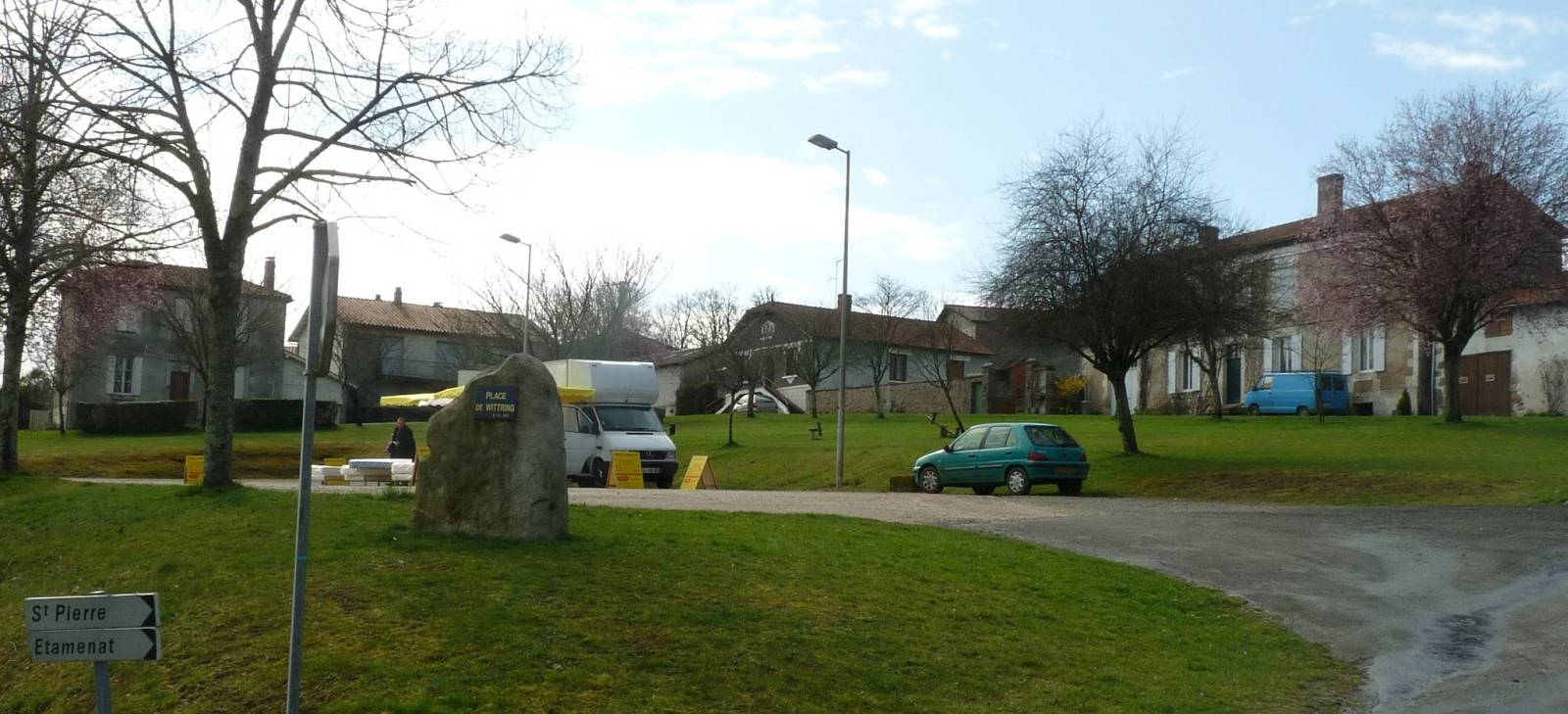
La place Wittring

- Wittring (France) en Moselle

## Équipements et services publics

### Enseignement

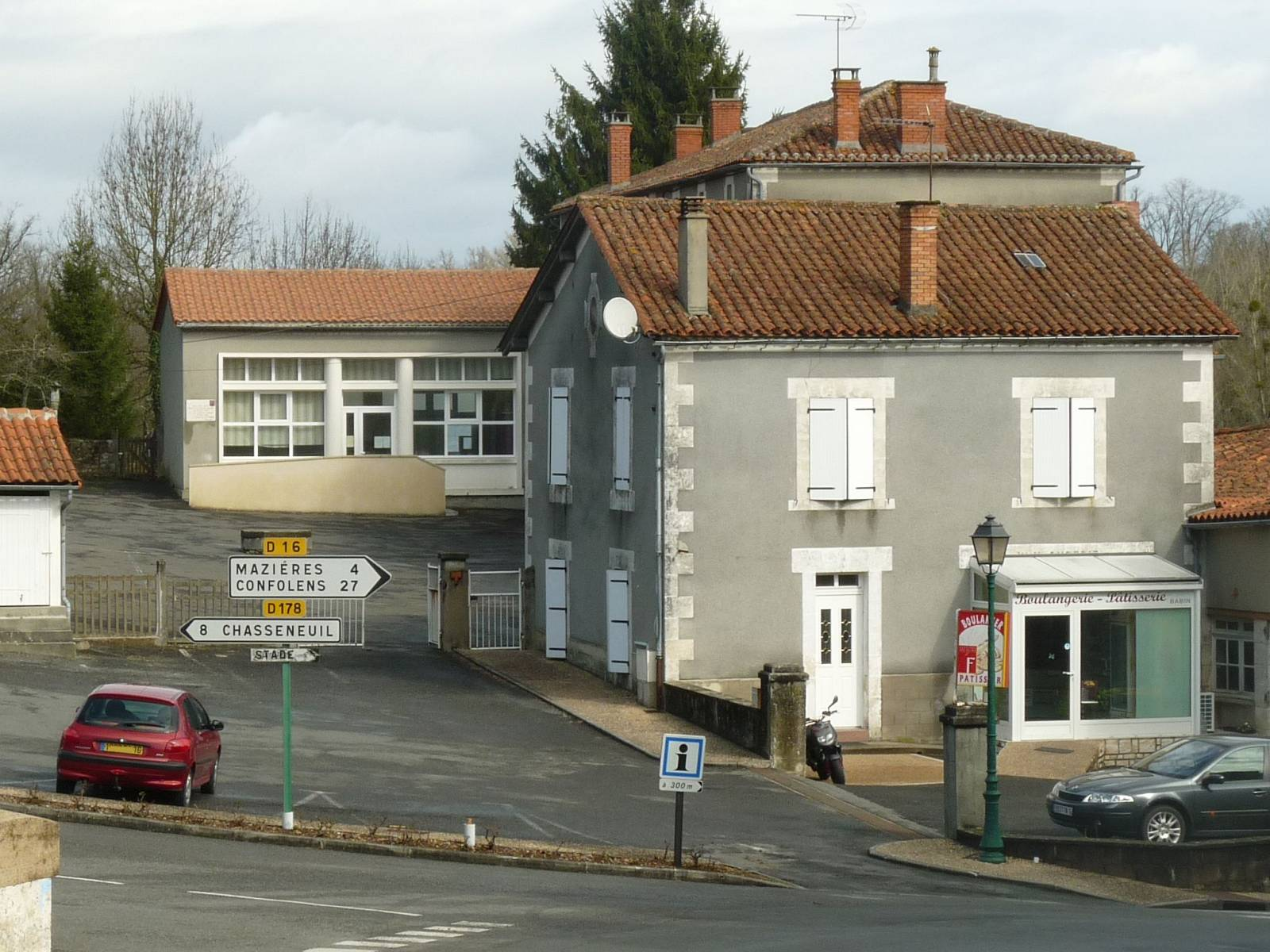
L'école

L'école est un RPI entre Cherves-Châtelars, Lésignac-Durand et Massignac. Massignac accueille l'école primaire (maternelle et élémentaire), et Cherves et Lésignac les écoles élémentaires.

### Autres services
- ADMR de Montembœuf

## Population et société

### Démographie

#### Évolution démographique
L'évolution du nombre d'habitants est connue à travers les recensements de la population effectués dans la commune depuis 1793. Pour les communes de moins de 10 000 habitants, une enquête de recensement portant sur toute la population est réalisée tous les cinq ans, les populations de référence des années intermédiaires étant quant à elles estimées par interpolation ou extrapolation. Pour la commune, le premier recensement exhaustif entrant dans le cadre du nouveau dispositif a été réalisé en 2008.

En 2022, la commune comptait 416 habitants, en évolution de +1,22 % par rapport à 2016 (Charente : −0,48 %, France hors Mayotte : +2,11 %).
| 1793  | 1800  | 1806  | 1821  | 1831  | 1841  | 1846  | 1851  | 1856  |
| ----- | ----- | ----- | ----- | ----- | ----- | ----- | ----- | ----- |
| 1 173 | 1 007 | 1 005 | 1 297 | 1 278 | 1 595 | 1 689 | 1 671 | 1 596 |

| 1861  | 1866  | 1872  | 1876  | 1881  | 1886  | 1891  | 1896  | 1901  |
| ----- | ----- | ----- | ----- | ----- | ----- | ----- | ----- | ----- |
| 1 505 | 1 485 | 1 362 | 1 395 | 1 462 | 1 417 | 1 421 | 1 340 | 1 304 |

| 1906  | 1911  | 1921  | 1926  | 1931 | 1936 | 1946 | 1954 | 1962 |
| ----- | ----- | ----- | ----- | ---- | ---- | ---- | ---- | ---- |
| 1 305 | 1 308 | 1 058 | 1 031 | 946  | 915  | 869  | 706  | 731  |

| 1968 | 1975 | 1982 | 1990 | 1999 | 2006 | 2008 | 2013 | 2018 |
| ---- | ---- | ---- | ---- | ---- | ---- | ---- | ---- | ---- |
| 656  | 608  | 592  | 520  | 443  | 434  | 431  | 412  | 416  |

| 2022 | - | - | - | - | - | - | - | - |
| ---- | - | - | - | - | - | - | - | - |
| 416  | - | - | - | - | - | - | - | - |

Cherves a absorbé Châtelars en 1845.

#### Pyramide des âges
La population de la commune est relativement âgée.
En 2018, le taux de personnes d'un âge inférieur à 30 ans s'élève à 25,3 %, soit en dessous de la moyenne départementale (30,2 %). À l'inverse, le taux de personnes d'âge supérieur à 60 ans est de 36,3 % la même année, alors qu'il est de 32,3 % au niveau départemental.
En 2018, la commune comptait 215 hommes pour 201 femmes, soit un taux de 51,68 % d'hommes, largement supérieur au taux départemental (48,41 %).
Les pyramides des âges de la commune et du département s'établissent comme suit.
| Hommes | Classe d’âge | Femmes |
| ------ | ------------ | ------ |
| 1,4    | 90 ou +      | 3,0    |
| 9,3    | 75-89 ans    | 11,9   |
| 21,9   | 60-74 ans    | 25,4   |
| 27,0   | 45-59 ans    | 19,9   |
| 14,9   | 30-44 ans    | 14,9   |
| 10,2   | 15-29 ans    | 11,9   |
| 15,3   | 0-14 ans     | 12,9   |

| Hommes | Classe d’âge | Femmes |
| ------ | ------------ | ------ |
| 1      | 90 ou +      | 2,7    |
| 9,2    | 75-89 ans    | 12     |
| 20,6   | 60-74 ans    | 21,3   |
| 20,7   | 45-59 ans    | 20,3   |
| 16,8   | 30-44 ans    | 16     |
| 15,6   | 15-29 ans    | 13,4   |
| 16,1   | 0-14 ans     | 14,3   |

### Sports et activités
- Tennis, foot, cyclisme, marche à pied, pêche.

## Économie
- Scierie
- Boulangerie Babin Régis
- tourisme : Holiday Home Cherves-Châtelars 50

## Culture locale et patrimoine

### Lieux et monuments
- Église paroissiale Notre-Dame et Saint-Pierre de Cherves. La façade est du XIIe siècle. Classée monument historique en 1930[40].

L'église paroissiale
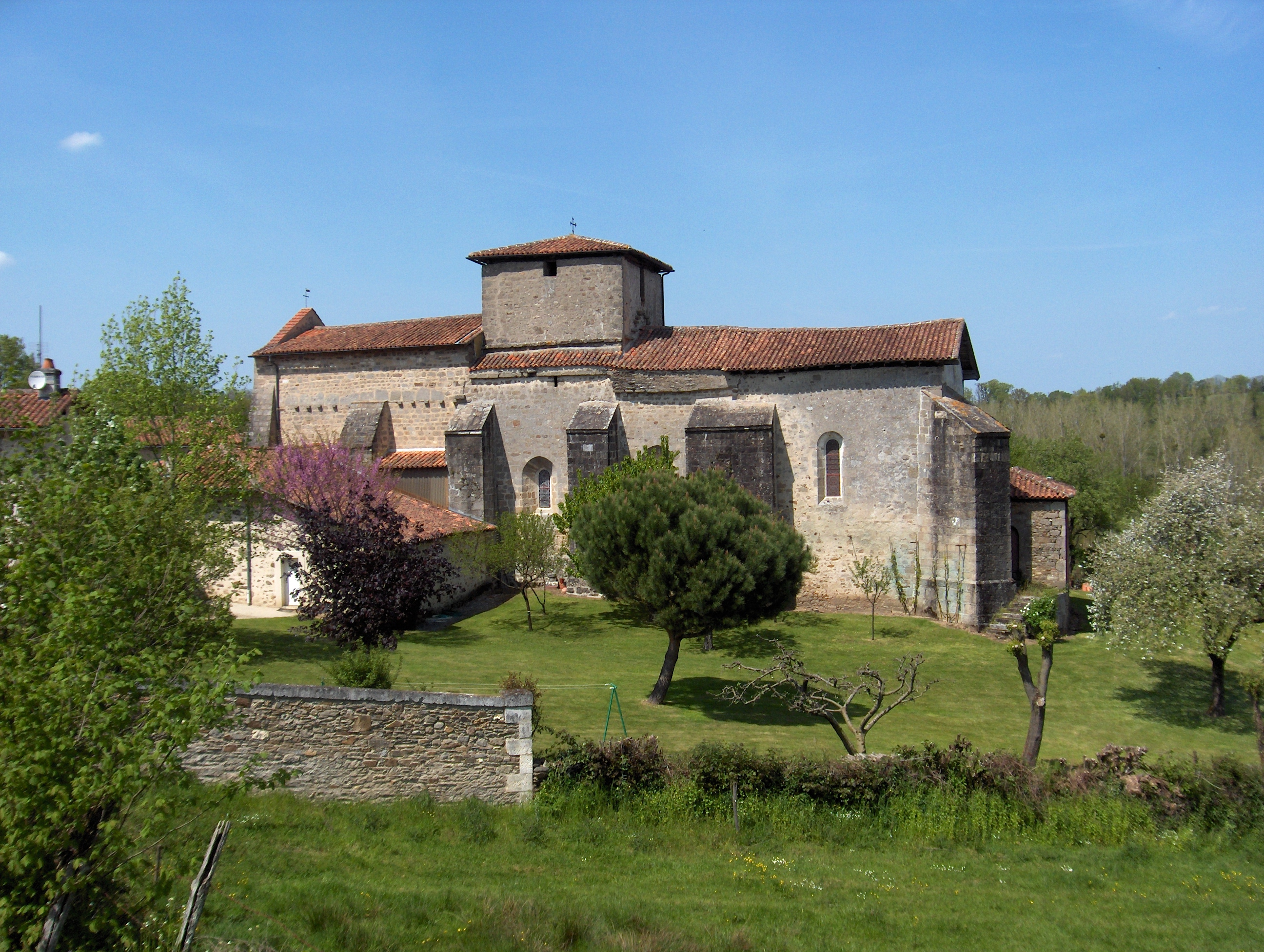
L'église de Cherves.
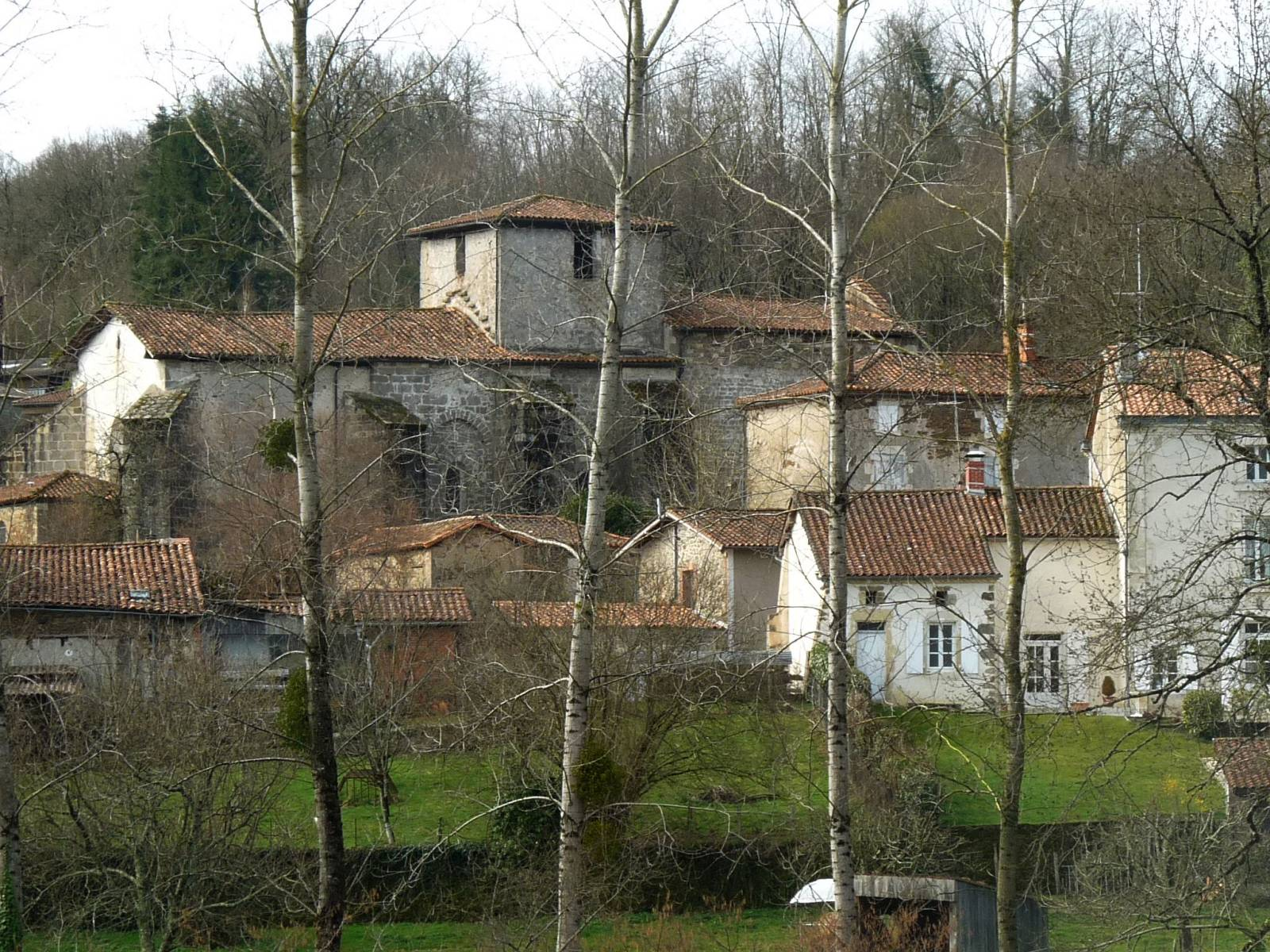
Vue générale
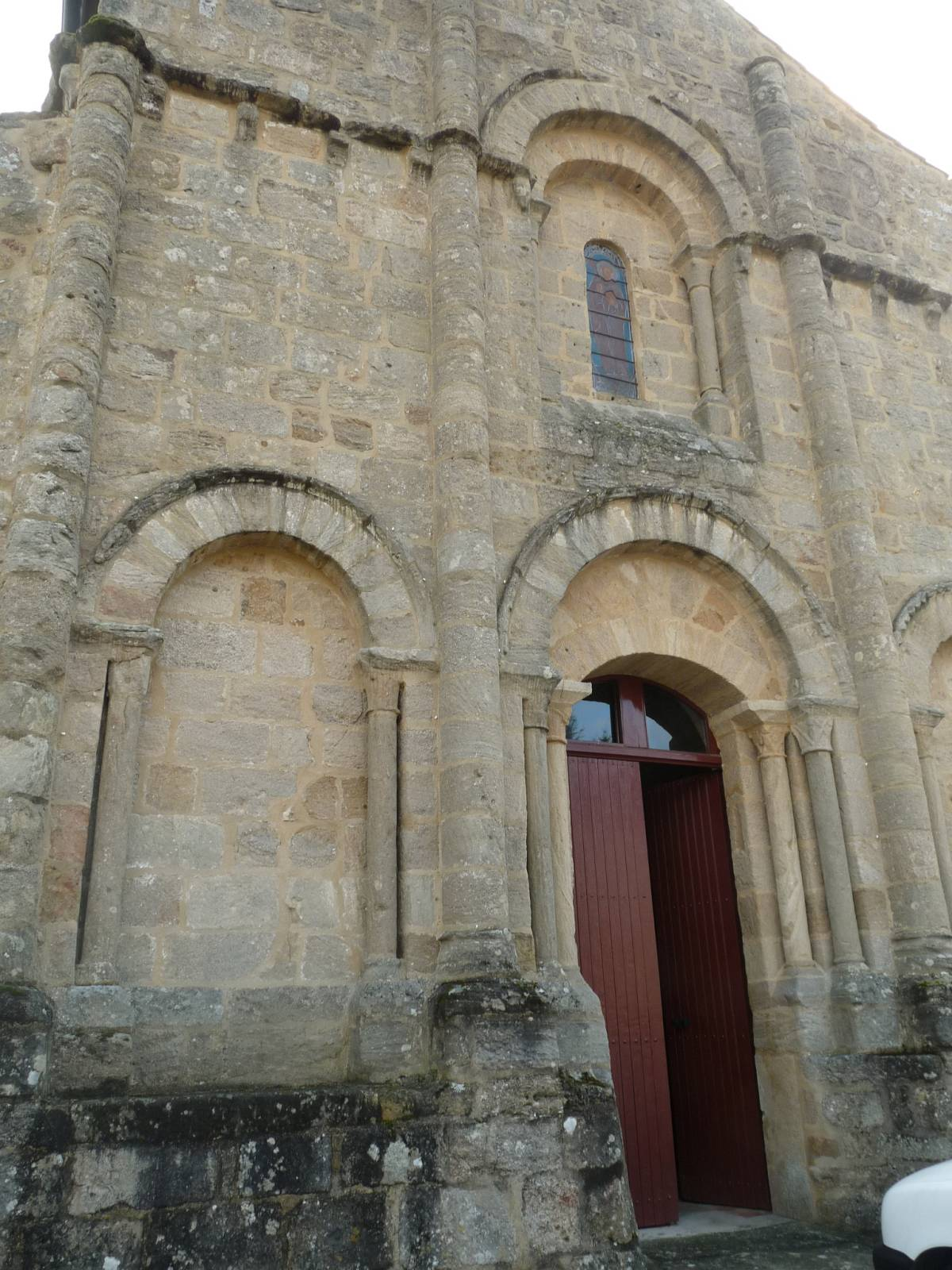
La façade
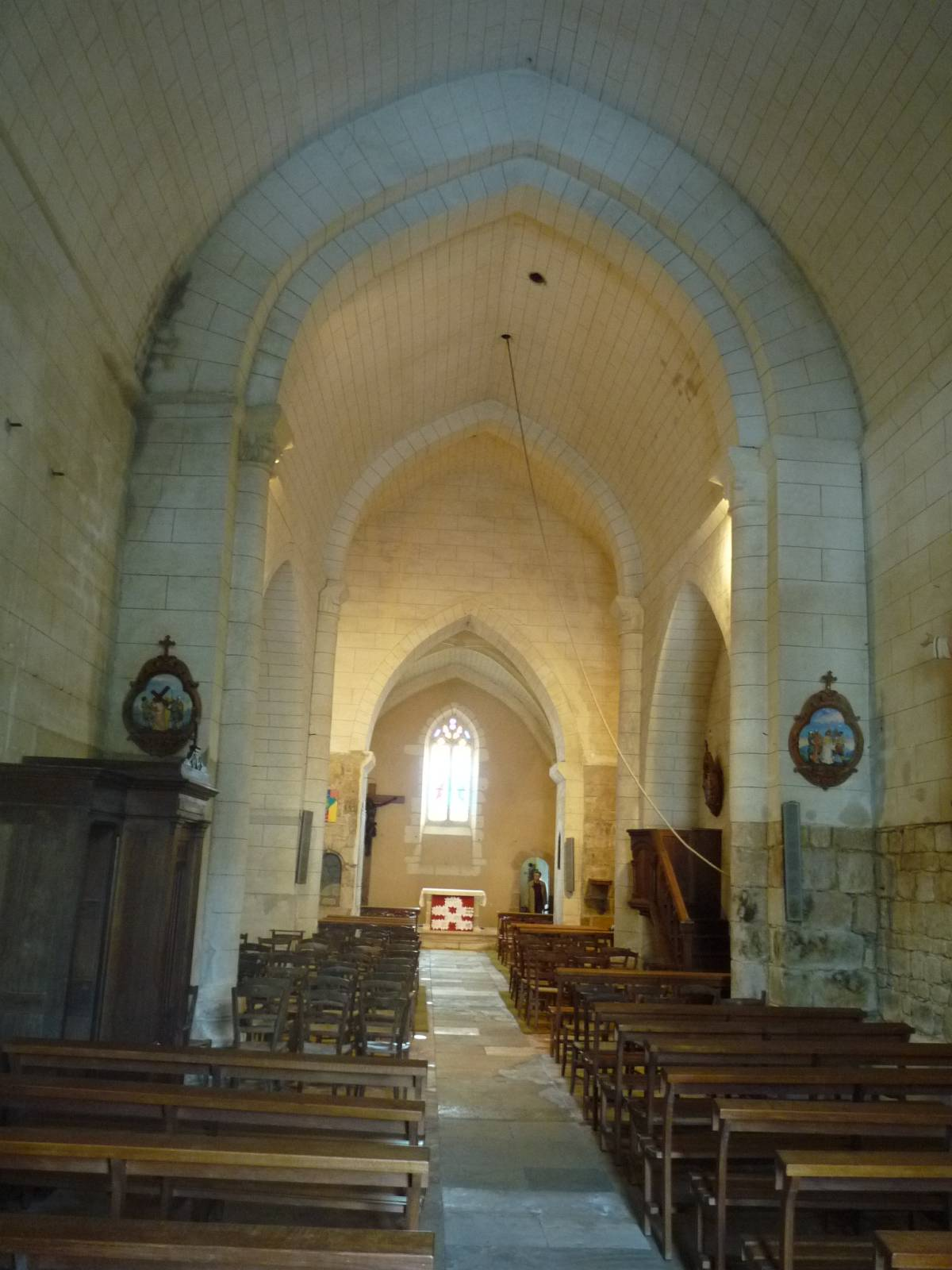
L'intérieur

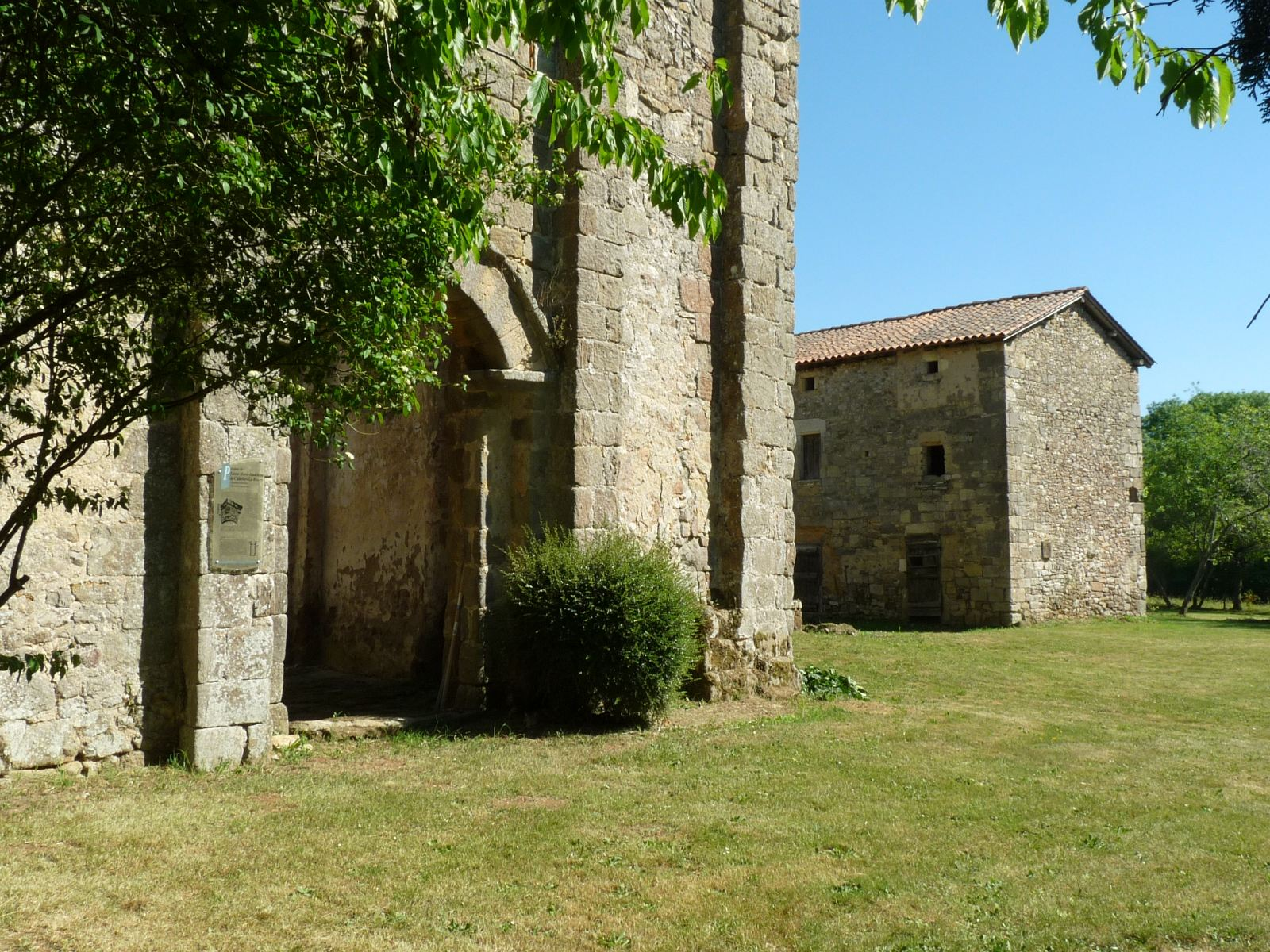
Prieuré Sainte-Marie-Madeleine, au Châtelars

- Prieuré Sainte-Marie-Madeleine, ruiné, situé au Châtelars. Fondé au XIIe siècle, il dépendait de l'abbaye de Cluny[41]. Les chapiteaux du transept sont classés MH en 1923[26].
- Le château du Châtelars en dessous de l'ancien prieuré, date du XVIe siècle. Il consiste en un corps de logis encadré de deux tours rondes coiffées en poivrière, avec des fenêtres à meneaux. Il appartient à la famille Roux de Reilhac[41],[42].
- Le logis du Gazon domine la vallée de la Croutelle et un étang. Il date du XVe siècle et appartenait initialement aux Chièvres[43].

### Personnalités liées à la commune
- Auguste Blanchier (1850-1920), homme politique, sénateur de la Charente de 1903 à 1912.
- André Chabanne (1914-1963), homme politique, né à Cherves-Châtelars.

### Héraldique
| Blason de Cherves-Châtelars | Blason  | Divisé en chevron : au 1er d’azur à deux fleurs de lis d’or surmontées d’un lambel à trois pendants d’argent, chaque pendant chargé d’un croissant de gueules, au 2e d’hermine, au chevron abaissé de gueules brochant sur la partition. |
| Blason de Cherves-Châtelars | Détails | Le statut officiel du blason reste à déterminer. |